# Bandza
Bandza est une commune du Mingrélie-et-Haute-Svanétie en Géorgie.

## Histoire
Bandza est mentionné pour la première fois en 1699-1740 dans une description faite par un ambassadeur russe. En 1658, a lieu une bataille entre les rois d’Imereti et de Guria-Samegrelo. Sur une carte de la Géorgie de l'Ouest dessinée en 1797, est indiqué Château de Bandza-Paghao.